# Brugge, die stille

Brugge, die stille est un film belge réalisé par Roland Verhavert et sorti en 1981. Le scénario est adapté du roman Bruges-la-Morte de Georges Rodenbach.
Le film est la deuxième adaptation cinématographique du roman après celle d'Evgueni Bauer qui avait, en 1915, réalisé Rêves (Грёзы).

## Fiche technique
- Titre original : Brugge, die stille
- Titre français : Bruges, la morte
- Réalisation : Roland Verhavert
- Scénario : Theodore Louis, Roland Verhavert, d'après le roman Bruges-la-Morte de Georges Rodenbach
- Photographie : Walther Vanden Ende
- Montage : Ludo Troch
- Musique : Claude Debussy
- Costumes :
- Pays d'origine : Belgique
- Langue originale : néerlandais
- Format : couleur
- Genre : drame
- Durée : 90 minutes
- Dates de sortie :  
  - Belgique : 1981

## Distribution
- Idwig Stéphane : Hugues Viane
- Magda Lesage : Blanche Viane / Jeanne Marchal
- Chris Boni : Rosalie
- Herbert Flack : le confesseur
- Caroline Vlerick : la fillette aux fleurs
- Filip Vervoort : le danseur
- Cécile Fondu : la danseuse

## Commentaires
Stijn Coninx a collaboré au film en tant qu'assistant réalisateur et Robbe De Hert y a un petit caméo en tant que spectateur.